# Thomas Girgensohn
Thomas Girgensohn (* 11. Mai 1898 in Kolonie Grunewald; † 31. Mai 1973 in Bonn-Bad Godesberg) war ein deutscher Offizier und SA-Führer, zuletzt im Rang eines Gruppenführers.

## Leben
Thomas Girgensohn war der Sohn des Historikers Joseph Girgensohn und dessen Ehefrau Charlotta (Lotta), geborene Schummer. Er trat noch während seiner Schulzeit am Goethe-Gymnasium Frankfurt/Main nach Ausbruch des Ersten Weltkrieges als Offiziersanwärter im Dezember 1914 in das Deutsche Heer ein. Infolge einer Kriegsverletzung verlor er 1915 sein linkes Bein. Während eines Lazarettaufenthalts legte er 1917 sein Abitur ab. Anschließend war er als Stabsoffizier eingesetzt und wurde ausgezeichnet mit dem Eisernen Kreuz nach Kriegsende im Rang eines Leutnants aus der Armee entlassen.
Anschließend war Girgensohn als baltischer Rittmeister Stabschef der Stoßtruppe der Baltischen Landeswehr. Nachdem er im November 1919 die Baltische Landeswehr verlassen hatte, nahm er ein Studium der Rechts- und Staatswissenschaft auf und war später von 1926 bis 1928 im Druckgewerbe beruflich tätig. Er war jedoch weiterhin in paramilitärischen Verbänden aktiv, so 1920 bei der Marine-Brigade von Loewenfeld, als Vorstandsmitglied des Verbands nationalgesinnter Soldaten und Verbindungsoffizier Berlin für die Gruppe Süd des Oberschlesischen Selbstschutzes. Von 1922 bis 1928 war er Mitglied des Reichsverbandes der Baltikumkämpfer. Ab 1928 gehörte er dem Stahlhelm an, in dem er bis zum Regimentsführer aufstieg und zuletzt der Bundesleitung angehörte. Bis September 1933 war er für einige Monate Chef des Stabes beim Stahlhelm-Landesverband Groß-Hessen in Frankfurt am Main.
Nach der Machtübergabe an die Nationalsozialisten wurde Girgensohn im Zuge der Überführung des Stahlhelms in die SA ab November 1933 in die SA-Reserve I der SA-Gruppe Berlin-Brandenburg eingegliedert und schließlich in die SA übernommen. Von 1934 bis zum Kriegsende 1945 war er hauptamtlich für die Oberste SA-Führung tätig, u. a. war er Abteilungschef im Erziehungshauptamt der OSAF und Chef des Wehrstabs. Er wurde 1935 zum SA-Standartenführer, 1937 zum SA-Oberführer, 1941 zum SA-Brigadeführer und 1944 zum SA-Gruppenführer befördert. Am 29. Mai 1937 beantragte er die Aufnahme in die NSDAP und wurde rückwirkend zum 1. Mai desselben Jahres aufgenommen (Mitgliedsnummer 4.245.825). Außerdem war er während des Krieges Verbindungsoffizier der Obersten SA-Führung zum Reichsministerium für die besetzten Ostgebiete.
Nach Internierung und Entnazifizierung in Südwestdeutschland engagierte sich Girgensohn auch nach 1945 im rechtsextremen Milieu, indem er ab 1951 Bundeshauptmann des „Stahlhelm – Kampfbund für Europa“ wurde.